# Ana Goya
Ana Goya (Pamplona, 1962) è un'attrice, ballerina e regista teatrale spagnola, nota per aver interpretato il ruolo di Sabina Muñiz nella soap Una vita (Acacias 38).

## Biografia
Ana Goya è nata nel 1962 a Pamplona, nella comunità della Navarra (Spagna), e oltre alla recitazione si occupa anche di teatro.

## Carriera
Ana Goya si è formata in danza classica e contemporanea e jazz, presso il teatro indipendente Lagunak. Ha seguito un corso intensivo con Jhon Stasberg e ha studiato presso il teatro stabile di Navarra e presso il laboratorio teatrale di William Layton. Ha debuttato come attrice nel mondo della televisione nel 1990 con La forja de un rebelde, nel 1991 e nel 1992 in Las chicas de hoy en día e nel 1995 in Mar de dudas e in Juntas pero no revueltas. Ha anche recitato in diversi film come nel 1994 in Mi hermano del alma, nel 1995 in Boca a boca, nel 2000 in Leo e nel 2002 in A mia madre piacciono le donne (A mi madre le gustan las mujeres), mentre nel 2011 ha recitato nel cortometraggio El camino de la alegría. Ha recitato in varie serie come nel 1995 e nel 1996 in Médico de familia, nel 1998 in Manos a la obra, in La vida en el aire, in Periodistas e in Todos los hombres sois iguales, nel 1999 in Tío Willy, nel 2000 in Raquel busca su sitio, in El comisario, in La ley y la vida e in Robles, investigador, nel 2001 in Abogados, nel 2002 in Compañeros e in La verdad de Laura, nel 2002 e nel 2009 in Hospital Central, nel 2002 e nel 2016 in Cuéntame cómo pasó, nel 2003 in Javier ya no vive solo, nel 2004 in La sopa boba e in Los 80, nel 2005 in Aquí no hay quien viva e in Agitación + IVA, nel 2008 in Fago e in La que se avecina, nel 2008 e nel 2009 in Maitena: Estados alterados, nel 2009 in Acusados, nel 2011 in Punta Escarlata, nel 2013 in Grand Hotel - Intrighi e passioni (Gran Hotel), nel 2014 in Il Principe - Un amore impossibile (El Príncipe), in Aída e in Velvet, nel 2015 in B&b, de boca en boca, nel 2016 in Buscando el norte e in El Caso: Crónica de sucesos, nel 2017 in Vergüenza, nel 2017 e nel 208 in Videópatas , nel 2020 in Benidorm e in Mala Influencia, mentre nel 2007 ha recitato nella miniserie Hay que vivir  e nel 2012 in Mi gitana. Nel 2019 ha ricoperto il ruolo di Patro nella soap opera Amare per sempre (Amar en tiempos revueltos), mentre nel 2020 ha interpretato il ruolo di Sabina Muñiz nella soap opera in onda su La 1 Una vita (Acacias 38).

## Vita privata
Ana Goya dal 1998 è sposata con l'attore Joseba Pinela, con il quale ha avuto due figli.

## Filmografia

### Cinema
- Mi hermano del alma, regia di Mariano Barroso (1994)
- Boca a boca, regia di Manuel Gómez Pereira (1995)
- Leo, regia di José Luis Borau (2000)
- A mia madre piacciono le donne (A mi madre le gustan las mujeres), regia di Daniela Fejerman e Inés París (2002)

### Televisione
- La forja de un rebelde – serie TV (1990)
- Las chicas de hoy en día – serie TV (1991-1992)
- Mar de dudas – serie TV (1995)
- Juntas pero no revueltas – serie TV (1995)
- Médico de familia – serie TV (1995-1996)
- Manos a la obra – serie TV (1998)
- La vida en el aire – serie TV (1998)
- Periodistas – serie TV (1998)
- Todos los hombres sois iguales – serie TV (1998)
- Tío Willy – serie TV (1999)
- Raquel busca su sitio – serie TV (2000)
- El comisario – serie TV (2000)
- La ley y la vida – serie TV (2000)
- Robles, investigador – serie TV (2000)
- Abogados – serie TV (2001)
- Compañeros – serie TV (2002)
- La verdad de Laura – serie TV (2002)
- Hospital Central – serie TV (2002, 2009)
- Cuéntame cómo pasó – serie TV (2002, 2016)
- Javier ya no vive solo – serie TV (2003)
- La sopa boba – serie TV (2004)
- Los 80 – serie TV (2004)
- Aquí no hay quien viva – serie TV (2005)
- Agitación + IVA – serie TV (2005)
- Hay que vivir – miniserie TV (2007)
- Fago – serie TV (2008)
- La que se avecina – serie TV (2008)
- Acusados – serie TV (2009)
- Maitena: Estados alterados – serie TV (2008-2009)
- Amare per sempre (Amar en tiempos revueltos) – soap opera (2009)
- Punta Escarlata – serie TV (2011)
- Mi gitana – miniserie TV (2012)
- Grand Hotel - Intrighi e passioni (Gran Hotel) – serie TV (2013)
- Il Principe - Un amore impossibile (El Príncipe) – serie TV (2014)
- Aída – serie TV (2014)
- Velvet – serie TV (2014)
- B&b, de boca en boca – serie TV (2015)
- Buscando el norte – serie TV (2016)
- El Caso: Crónica de sucesos – serie TV (2016)
- Vergüenza – serie TV (2017)
- Videópatas – serie TV (2017-2018)
- Benidorm – serie TV (2020)
- Mala Influencia – serie TV (2020)
- Una vita (Acacias 38) – soap opera, 124 episodi (2020)

### Cortometraggi
- El camino de la alegría, regia di Karlos Alcázar (2011)

## Teatro

### Attrice
Opere teatrali
- La verbena de la paloma, diretto da Jose Carlos Plaza
- Beaumarchais, diretto da Josep Maria Flotats
- La cena de los generales, diretto da Miguel Narros
- La venganza de Don Mendo, diretto da Jaime Azpilicueta
- El botín, diretto da Jesús Cracio
- Monólogos de la vagina, diretto da Luis Blat
- Mujeres, diretto da Mercedes Lezcano
- Otoño en familia, diretto da Mercedes Lezcano
- El burlador de Sevilla, diretto da Miguel Narros

Spettacoli teatrali
- Esperando al zurdo diCarlos Creus
- Mary Juana di Carlos Creus
- Amelica Catalina di Lainez
- Cuatro mujeres di Juan Pastor
- Largo viaje hacia la noche di W Layton y M Narros
- Así que pasen cinco años di Miguel Narros
- La dama duende di Jose Luis Alonso
- El caballero de Olmedo di Miguel Narros
- Fiesta barroca,plaza mayor di Miguel Narros
- La celestina di Valentín Redín
- Sabina di Ignacio Aranaz

### Assistente come regista
- En el quinto cielo diJosé Pedro Carrión
- Historia del zoo di Pedro Miguel Martínez
- Dama de corazones di Pedro Miguel Martínez
- La importancia de llamarse Ernesto di Pedro Miguel Martínez
- Entre mujeres di Santiago Moncada
- La ratonera di Ramón Barea
- I love you Marilyn di Silvia Torsosa

## Doppiatrici italiane
Nelle versioni in italiano dei suoi film e delle sue serie TV, Ana Goya è stata doppiata da:
- Caterina Rochira[14] in Una vita[15]

## Riconoscimenti
- Spanish Actors Union
  - 2007: Candidatura come Performance femminile non protagonista per la serie Agitación + IVA
  - 2011: Candidatura come Performance femminile non protagonista per soap opera Amare per sempre (Amar en tiempos revueltos)